# 雅克-36實驗機

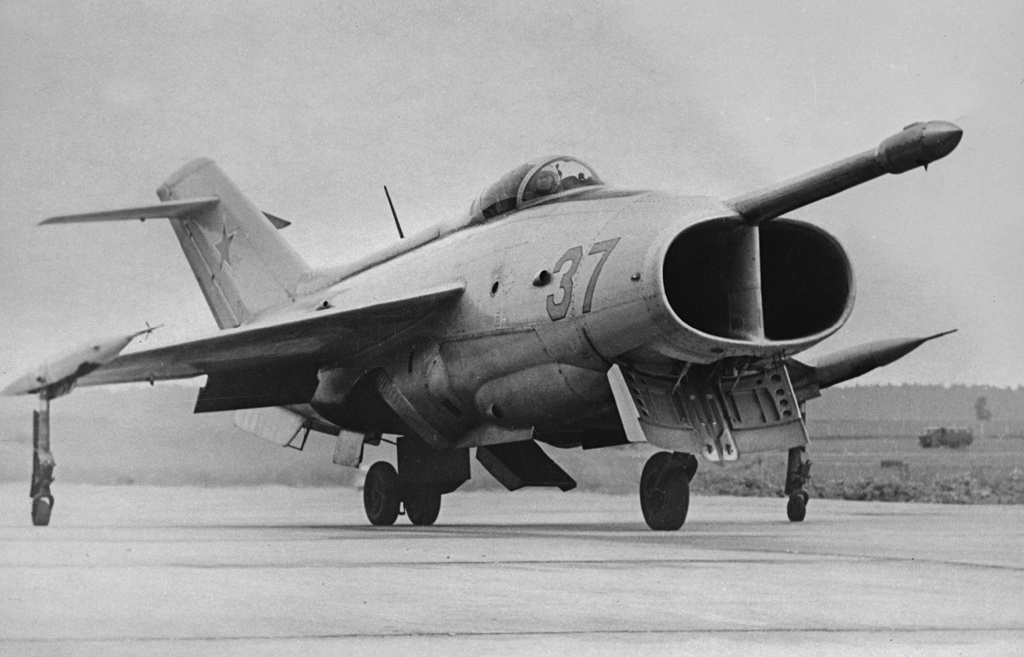
1967年攝於莫斯科多莫傑多沃機場。Yak-36於莫斯科航展前進行試飛。

雅克列夫（Yakovlev）設計局Yak-36（北約命名為Freehand，即徒手）實驗機是蘇聯第一種進入垂直起降（Vertical Take off Landing，VTOL）技術實際試飛驗證階段的技術展示機。

## 發展歷程
1960年9月，亚历山大·谢尔盖耶维奇·雅科夫列夫參考英國獵鷹式垂直起降原型機的設計概念，向蘇聯國防部提出垂直起降（VTOL）飛機初步設計構想，並獲同意進行實驗機的研製與飛行試驗，以驗證並展示垂直起降技術的可行性。
1963年1月9日，試飛員尤里·賈爾那耶夫（Yuri Garnayev）首次成功進行穩定的滯空飛行。同年9月16日，試飛員巴雷汀·慕因（Valentin Mukhin）完成由垂直起飛（vertical take-off）轉成水平飛行再以垂直降落（vertical landing）的轉換飛行。
1967年7月，4架已生產的實驗機中的2架，被指派參加在莫斯科近郊多莫杰多沃機場舉辦的航空展。這2架分別是1號及2號機，並實際用於飛行測試；3號機被送往中央航空力學研究所，利用其風洞設施進行動力系統測試；4號機則用於結構強度試驗。

## 構型設計
Yak-36的垂直起降（VTOL）方式，採用發動機尾端使用回旋式噴嘴方式，以提供舉升推力，構型與美國貝爾公司於1958年5月成功試飛的X-14實驗機相似。由於這2具發動機並排安裝，進氣口位於機身前方位置，使得從正面看來機身兩側寬，但上下鼓起突出。
機翼採短小三角翼形，且主翼與尾翼後掠角度極大，但機身截面積不符合超音速飛機的面積率定理，導致發動機的推力不足以使Yak-36在高空的極速超過0.9馬赫。
此外，機身內部空間因已裝置2具發動機，使得搭載燃油的空間也有限，而且大部份燃料用於垂直起飛及降落過程的消耗，因此航程不足560公里，可用於攜掛的武器和航電系統重量無法超過130公斤，顯然此種舉升推進方式不適合軍機使用。

## 後續發展
Yak-36的試飛結果（超短的航程及貧弱的武器攜行量）顯示，該機不可能達到軍用戰機的標準，蘇聯空軍因而放棄垂直起降機的開發計畫，但當時的蘇聯海軍需要一款用於莫斯科級輕型航空母艦的艦載戰機，否則只能以直升機為艦載機，無法提供艦隊足夠的空中防禦，故蘇聯海軍同意資助Yak-36後續研發計畫。
用於莫斯科級輕型航空母艦的艦載垂直起降戰鬥機之基本任務是迎擊敵機，故須配備雷達、空對空飛彈以及越洋飛行所需的導航設備。雅克列夫設計局在初步評估後，將發展計畫分成兩部份，第一階段建造配備簡單的Yak-36M（M意指改良型），第二階段才研發符合要求的Yak-36P（P意指攔截機型）。前者後來更名為Yak-38鐵匠（Forger）式垂直起降戰鬥機，後者則從未脫離紙上計畫。

## 性能（Yak-36）

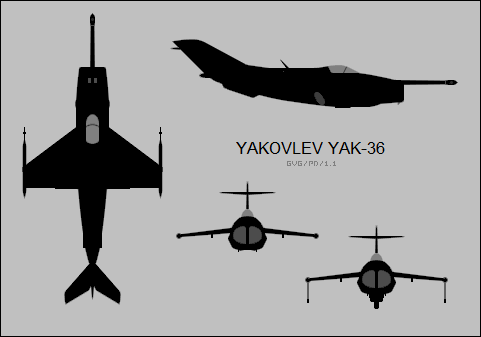
Yak-36

### 一般特徵
- 機組員：1名
- 全長：16.75公尺（54呎11吋）
- 翼展：7.4公尺（24呎3吋）
- 全高：4.4公尺（14呎5吋）
- 翼面積：17平方公尺（183平方呎）
- 空重：8,200公斤（18,077磅）
- 最大起飛重：9,400公斤（20,723磅）
- 引擎：2具圖曼斯基（Tumansky）設計局R-27-300無後燃器渦輪噴射發動機，每具最大推力5,000公斤（11,023磅）

### 飛行表現
- 極速：1,000公里／時（620哩／時），高度10,000公尺
- 航程：560公里（348哩）
- 升限：12,000公尺（39,400呎）

## 外部連結
- Soviet Jet VTOL: Yak-36, Yak-38, & Yak-41 （页面存档备份，存于）
- Yak-36 Freehand (YAKOVLEV) （页面存档备份，存于）
- Yakovlev Yak-36 Freehand
- Unreal Aircraft - Beating Gravity - Yakovlev Yak-36 Freehand （页面存档备份，存于）